# Mauzoleum Bərdə
Mauzoleum Bərdə – grobowiec zbudowany w Bərdə. Inskrypcje na grobowcu wskazują, że był inspiracją dla budowniczych innych budowli w regionie.

## Historia
W XIV wieku w Bərdə zostały wybudowane dwa grobowce w kształcie wieży, jeden z nich dotrwał do naszych czasów. Z inskrypcji na zachowanej wieży wynika, że została zbudowana w 1322 roku pod nazwą mauzoleum Bərdə, a architektem był Ahmad ibn Ayuub al-Hafiz Nakhchivani.

## Architektura
Mauzoleum składa się z cylindrycznej wieży przykrytej stożkowym dachem. Pod wieżą znajduje się grobowiec. Jego nadziemna dolna część jest cylindrem, który przechodzi następnie w dziesięciościan.